# Селевкия (Памфилия)
Вижте пояснителната страница за други значения на Селевкия.
Селевкия (на гръцки: Σελεύκεια; на латински: Seleucia) e древен град в Памфилия, Мала Азия, днес в провинция Анталия, Турция.
Намира се на около 15 км западно от днешния град Сиде. 
Селевкия е основана вероятно през 300 пр.н.е. от Селевк I Никатор от династията на Селевкидите, които основават множество градове с това име. Градът има най-добре запазеният пазар (Агора).
През началото на 8 или от 9 век Селевкия е към византийската тема Мала Азия. През 1180 г. градът е контролиран от Армения.
Германският изследовател Йохан Нолле предполага, че останките всъщност не са на Селевкия, а по-скоро на древният град Лирбе (Λύρβη), а Селевкия вероятно се намира на 23 км северно от днешния Сиде в Турция. 

## Галерия
- Селевкия (Турция)
- Североизточен ъгъл на агората
- Сгради на Източната агора
- Сутеренът на агората